# Punkcja

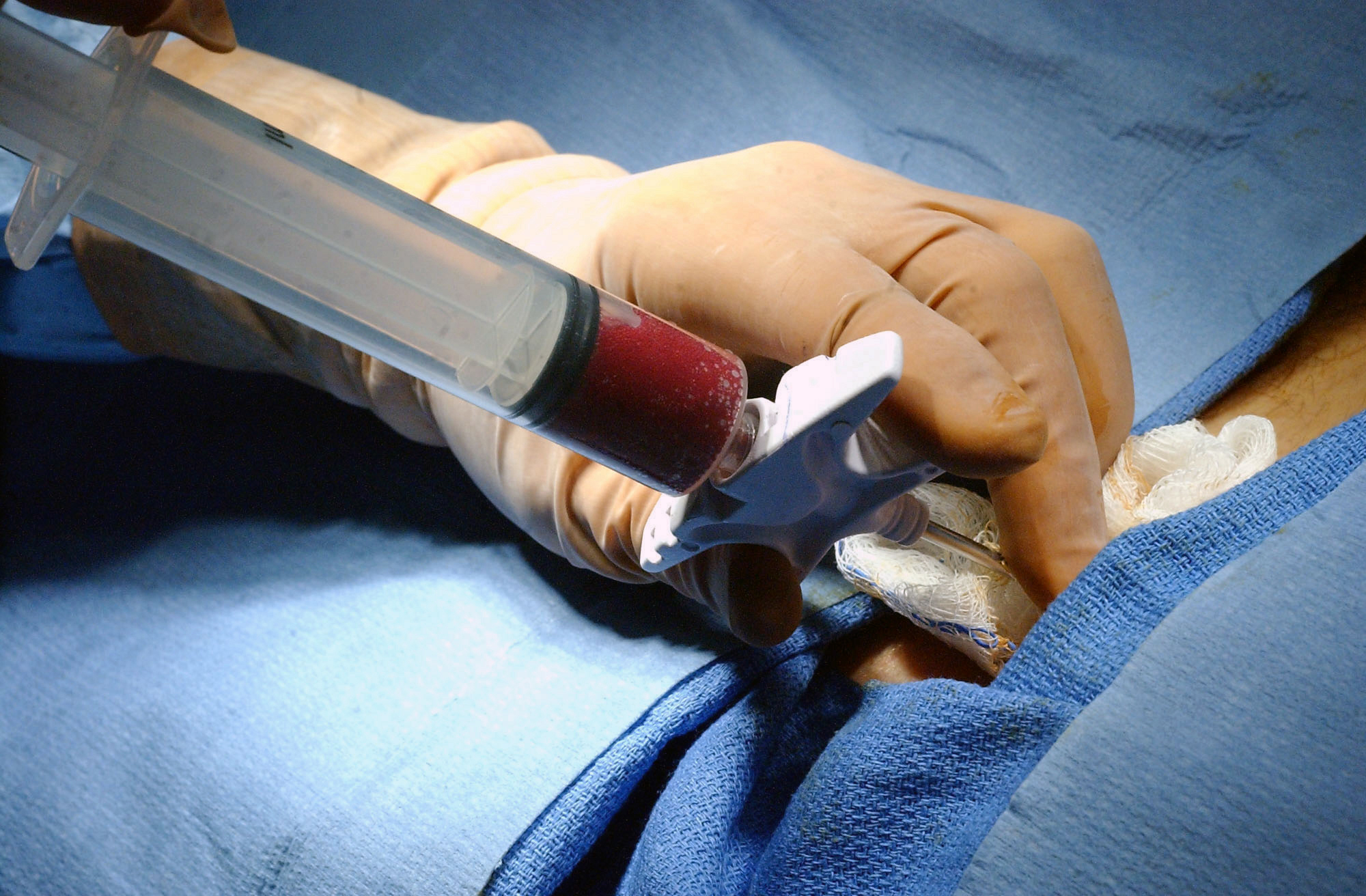
Biopsja szpiku (pobranie próbki szpiku) za pomocą punkcji.

Punkcja (łac. punctio; z łac. punctum - ukłucie) - nakłucie wykonane w celach medycznych. Pacjentowi wbija się igłę w celu wprowadzenia leków, pobrania próbki lub opróżnienia jam ciała lub ogniska chorobowego z zalegającej wydzieliny.
Jednym z takich zabiegów jest punkcja lędźwiowa. Jest robiona m.in. w celu pobrania do badań płynu mózgowo-rdzeniowego.

## Punkcje
- punkcja lędźwiowa
- punkcja zatok